# 鲁邦三世VS名侦探柯南
《魯邦三世VS名偵探柯南》（日语：ルパン三世VS名探偵コナン）是讀賣電視台電視動畫《魯邦三世》與日本電視台電視動畫《名偵探柯南》共同製作的一部動畫特別篇，慶祝日本電視台55週年台慶與讀賣電視台50週年台慶。2009年2月24日在東京都舉辦宣傳記者會，由日本電視台播報員宮崎宣子主持記者會。2009年3月27日21:00～23:09（日本時間）在日本電視網協議會（NNS）電影節目《周五馬路秀》首播，2009年5月在CS日本的通訊衛星（CS）電視頻道日視Plus重播。2009年7月24日，株式會社VAP發行DVD與藍光光碟版。

## 劇情
在歐洲的維斯巴尼亞王國，維斯巴尼亞女王薩克拉在打獵活動中因遭獵槍射擊不幸身亡，而王子吉爾因母親遭自己誤殺感到自責遂開槍自盡。君主駕崩的消息迅速傳播，轟動各國的新聞界，也傳到偵探江戶川柯南和世紀大盜魯邦三世的耳裏……
維斯巴尼亞王國的蜜拉公主由於母親薩克拉女王及哥哥吉爾王子雙雙身亡的緣故，促使她即將要繼承王位成為下任的女王，但是她依然無法接受這殘酷的事實。當蜜拉代替她母親參加日本的宴會時，故意製造混亂偷偷溜出酒店，隨後遇見和她的容貌十分相似的毛利蘭，小蘭誤以為前來將蜜拉帶回的保安隊長凱爾是壞人而打倒他然後帶著蜜拉逃離。雙方自介後才知道彼此身份，蜜拉希望體驗自由的生活，而小蘭也想體驗當個公主，因此她們互換衣著。基斯伯爵知情後仍不公布蜜拉失蹤的消息，反而把小蘭帶回維斯巴尼亞王國，柯南亦偷偷地跟隨小蘭上機。正當毛利小五郎因小蘭被帶走而束手無策時，目暮警部將自己的朋友錢形警部介紹給毛利小五郎，錢形警部因是國際刑警又是專門追捕魯邦的搜查官，因此答應讓小五郎充當自己助手前往維斯巴尼亞王國，並講解魯邦的計劃。魯邦以前曾經去過維斯巴尼亞王國去行竊“皇冠”且失敗，這次重打皇冠的主意再次來到維斯巴尼亞王國。
毛利一行人來到維斯巴尼亞王國後，基斯伯爵才跟毛利一行人講出真正目的：自從薩克拉女王和吉爾王子過世後，國內就開始有反公主的激進分子，這次日本的行程也是為了試探是否有可疑份子。果不其然，在日本的宴會中就有人被收買試圖暗殺蜜拉，蜜拉與小蘭互換身份後又被人追殺，而基斯早已暗地聘用峰不二子保護公主，讓她好好享受一天的自由生活。基斯與凱爾順勢從保安中查到有可疑人物，基斯早懷疑薩克拉女王的弟弟吉拉德公爵是兇手，但是沒證據於是委託毛利小五郎等人調查。蜜拉在日本玩一天後也被峰不二子帶回維斯巴尼亞王國，儘管蜜拉還沒有打算繼承王位。
在魯邦等人的幫助下，柯南終於查明真相。吉拉德公爵因國內發現特殊礦石後與薩克拉商量開採來壯大國家，反而被薩克拉拒絕痛斥，於是吉拉德謀殺薩克拉和吉爾，接著嫁禍給吉爾讓人誤以為是意外，隨後派人前往日本僱用殺手暗殺蜜拉企圖奪權。原本吉拉德公爵想策反基斯，但基斯誓死不從。隨後吉拉德公爵一夥被柯南、魯邦一夥與基斯等人制服後，為了懲戒吉拉德公爵罪行的蜜拉決定不再原諒舅舅，決心繼承王位。
事情結束後，魯邦、柯南、蜜拉來到薩克拉女王生前最愛的櫻花樹下，魯邦這才對蜜拉講出他與薩克拉過去曾有一段情史。柯南也說出因為他知道這棵樹是薩克拉生前最愛的櫻花樹，而身為兒子的吉爾不可能不知道這件事也不會對這顆樹開槍，因此才推斷這不是意外。隨後柯南問起魯邦的名字，對方則告訴他的名字：魯邦三世。
柯南原本打算參加蜜拉公主的加冕典禮，魯邦一夥知曉柯南的真實身份和處境後於是假扮成大使館人員帶走柯南，安排他搭乘峰不二子“朋友”的潛艇回日本。

## 登場角色
| 角色               | 配音員                                | 配音員                      |                  |
| 角色               | 日本                                  | 臺灣                        |                  |
| 《魯邦三世》角色   | 《魯邦三世》角色                      | 《魯邦三世》角色            | 《魯邦三世》角色 |
| ------------------ | ------------------------------------- | --------------------------- | ---------------- |
| 魯邦三世           | 栗田貫一                              | 劉鵬傑                      |                  |
| 次元大介           | 小林清志                              | 徐健春                      |                  |
| 石川五右衛門       | 井上真樹夫                            | 陳幼文                      |                  |
| 峰不二子           | 增山江威子                            | 蔣篤慧                      |                  |
| 錢形警部           | 納谷悟朗                              | 陳幼文                      |                  |
| 《名偵探柯南》角色 |                                       |                             |                  |
| 江戶川柯南         | 高山南                                | 蔣篤慧                      |                  |
| 毛利蘭             | 山崎和佳奈                            | 魏晶琦                      |                  |
| 毛利小五郎         | 神谷明                                | 曹冀魯                      |                  |
| 目暮十三           | 茶風林                                | 徐健春                      |                  |
| 高木涉             | 高木涉                                | 劉鵬傑                      |                  |
| 鈴木園子           | 松井菜櫻子                            | 傅其慧                      |                  |
| 工藤新一           | 山口勝平                              | 劉鵬傑                      |                  |
| 本作要角           |                                       |                             |                  |
| 米拉公主           | 堀江由衣                              | 傅其慧                      |                  |
| 基斯               | 綠川光                                | 陳幼文                      |                  |
| 凱爾               | 楠大典                                | 劉鵬傑                      |                  |
| 莎克拉女王         | 鈴木弘子                              | 蔣篤慧                      |                  |
| 吉爾王子           | 福山潤                                | 劉鵬傑                      |                  |
| 吉拉德公爵         | 屋良有作                              | 徐健春                      |                  |
| 其他配角           |                                       |                             |                  |
| 官女A              | 本間由佳梨                            | 魏晶琦                      |                  |
| 官女B              | 荒井静香                              | 蔣篤慧                      |                  |
| 主持者             | 太田真一郎                            | 劉鵬傑                      |                  |
| 主持者(翻譯)       | 岸茉莉                                | 蔣篤慧                      |                  |
| 侍酒師             | 辻親八                                | 徐健春                      |                  |
| 假侍酒師           | 古澤徹                                | 劉鵬傑                      |                  |
| 保管處小姐         | 本多知惠子                            | 魏晶琦                      |                  |
| 保鑣               | 川津泰彦 柳澤榮治 川村拓央 海老原英人 | 劉鵬傑 徐健春 陳幼文 曹冀魯 |                  |

## 製作
- 原作：加藤一彦、青山剛昌
- 監督：龜垣一
- 腳本：前川淳
- 人物設定：平山智/須藤昌朋
- 企劃：中谷敏夫（NTV）諏訪道彥（YTV）小島哲（TMS）
- 音樂：大野雄二/大野克夫
- 音響監督：浦上靖夫
- 音樂監督：鈴木清司/浦上靖夫
- 美術監督：高須賀真二
- 色彩設計：高鋒重信
- 攝影監督：野口龍生
- 編集：岡田輝滿

## 發行

### 影碟
香港
- DVD/VCD發售：2014年8月14日（发行商：新映影片）

台灣
- DVD發售：（發行商：普威爾）
- 藍光發售：（發行商：普威爾）

### 書籍
| 序号 | 名稱 | 出版日期（日本） | ISBN                   |
| ---- | ---- | ---------------- | ---------------------- |
| 1    |      | 2012年9月18日    | ISBN 978-4-09-123847-4 |